# Febo (mitología)
Febo (en latín Phoebus / Apollo, en italiano Febo, en griego antiguo Φοῖβος) es un apodo o epíteto del dios Apolo en la mitología clásica. Probablemente su significado originalmente era «brillante».
Los poetas clásicos latinos también aplicaban el apodo Febo al dios sol, de ahí las referencias comunes en la poesía europea posterior a Febo y su carro como una metáfora del sol.
Pero en textos mitológicos el dios-sol y Apolo no son por lo demás confundidos ni identificados. Por ejemplo, en Las metamorfosis de Ovidio el héroe Faetón es hijo de Febo el dios-sol, y no hijo de Apolo Febo.
Cervantes, en el Quijote, al comienzo del capítulo XX de la segunda parte, se refiere al sol con el nombre de Febo: «Apenas la blanca aurora había dado lugar a que el luciente Febo con el ardor de sus calientes rayos...».
Su nombre fue utilizado en los Juegos Olímpicos de Atenas 2004, junto al de Atenea, para las mascotas, dos hermanos llamados Athenà y Phèvos.
Por otra parte, la letra de la Marcha de San Lorenzo, escrita por el argentino Carlos Javier Benielli, comienza su primera estrofa aludiendo al sol utilizando la forma en consideración: «Febo asoma; ya sus rayos / iluminan el histórico convento».
También en el Himno Nacional Paraguayo completo de siete estrofas se hace alusión a Febo en la segunda estrofa con el siguiente fragmento;
«Largos años cuál Febo entre nubes, Vióse oculta la perla del Sud...»
En el Don Juan (Byron) , en The islands of Greece se lee "Where Delos rose and Phoebus sprung". 